# Université Anadolu
L'université Anadolu (en turc : Anadolu Üniversitesi) est une université publique d'Eskişehir en Turquie. Elle est l'une des quatre plus grandes universités dans le monde au nombre d'inscriptions,.

## Histoire
La création de l'université d'Anadolu tient de l'union en 1982 de quatre instituts d'éducation d'enseignement supérieur d'Eskişehir : l'Académie des sciences économiques et des sciences commerciales d'Eskişehir, l'Académie d'État d'architecture et de technologie, l'Institut de l'éducation, et une faculté de médecine. Comme l'Académie des sciences économiques et des sciences commerciales a été fondée plus tôt (en 1958), l'université d'Anadolu a adopté cette année en tant que date de création.

## Campus
La plupart des facultés et des écoles de l'université d'Anadolu, y compris le corps enseignant de l'éducation ouverte, sont situées sur le campus de Yunesemre dans le centre d'Eskişehir. Sur le campus de Yunesemre se trouvent également les logements étudiants, l'hôpital universitaire d'Anadolu, et la majeure partie des bâtiments administratifs de l'université.
Le Campus d'Ikieylul, juste à l'extérieur du centre de la ville d'Eskişehir, abrite l'école d'éducation physique et sportive, la faculté du génie et d'architecture et l'école de l'aviation civile, avec l'aéroport de l'université d'Anadolu.
En dehors de ces deux campus, l'école professionnelle de Porsuk est à Eskişehir, les écoles professionnelles de Bilecik à Bilecik et l'école professionnelle de Bozüyük à Bozüyük.
Pour les étudiants en éducation à distance, l'université d'Anadolu a 88 centres administratifs, ou bureaux, dans les zones urbaines sur le territoire turc, beaucoup offrant des conseils scolaires et des cours du soir facultatifs,.

## Éducation ouverte
The Higher Education Act de 1981 nomme l'université d'Anadolu comme fournisseur national de l'enseignement à distance (appelé éducation ouverte), et depuis 1982, date de sa création, l'université mise sur cette éducation ouverte. Le but étant d'instruire les Turcs qui vivent dans des zones rurales et ceux « qui n'ont ni le temps ni les ressources pour s'inscrire dans les écoles conventionnelles ».
Cet effort a été en grande partie réussi, l'inscription dans des programmes éducatifs ouverts a fortement augmenté avec près de 30 000 pour 1982-1983, à plus de 870 000 pour 2005-2006 et 1 413 003 pour 2018-2019, ce qui fait qu'elle est l'une des quatre universités ayant le plus d'étudiants inscrits au monde. Maintenant, elle est également à la disposition des communautés turques de Chypre du Nord et de l'Union européenne.
Les programmes dispensés via l'éducation à distance incluent les quatre années de cursus pour le Baccalauréat ès arts (B.A.), les titres universitaires en sciences ou en administration des affaires ou 19 autres, les deux années de cursus pour des associate degrees dans de nombreux domaines. L'université d'Anadolu a reçu un mandat du ministère turc de l'Éducation nationale pour former les professeurs de l'école maternelle et d'anglais via l'éducation à distance, le en contrepartie, les étudiants doivent avoir une classe durant deux ans.
Les cours fournis ont plusieurs supports : programmes enregistrés pour la télévision, émissions de radio, vidéoconférences, et Internet. Les étudiants ont également accès à un conseiller d'orientation et peuvent assister à des cours du soir facultatifs dans certains des bureaux de l'université d'Anadolu sur l'ensemble du territoire turc.

## Facultés et Écoles

### Facultés
- Faculté de l'éducation ouverte
- Faculté de pharmacie
- Faculté des sciences humaines
- Faculté d'éducation
- Faculté des sciences
- Faculté des beaux-arts
- Faculté de droit

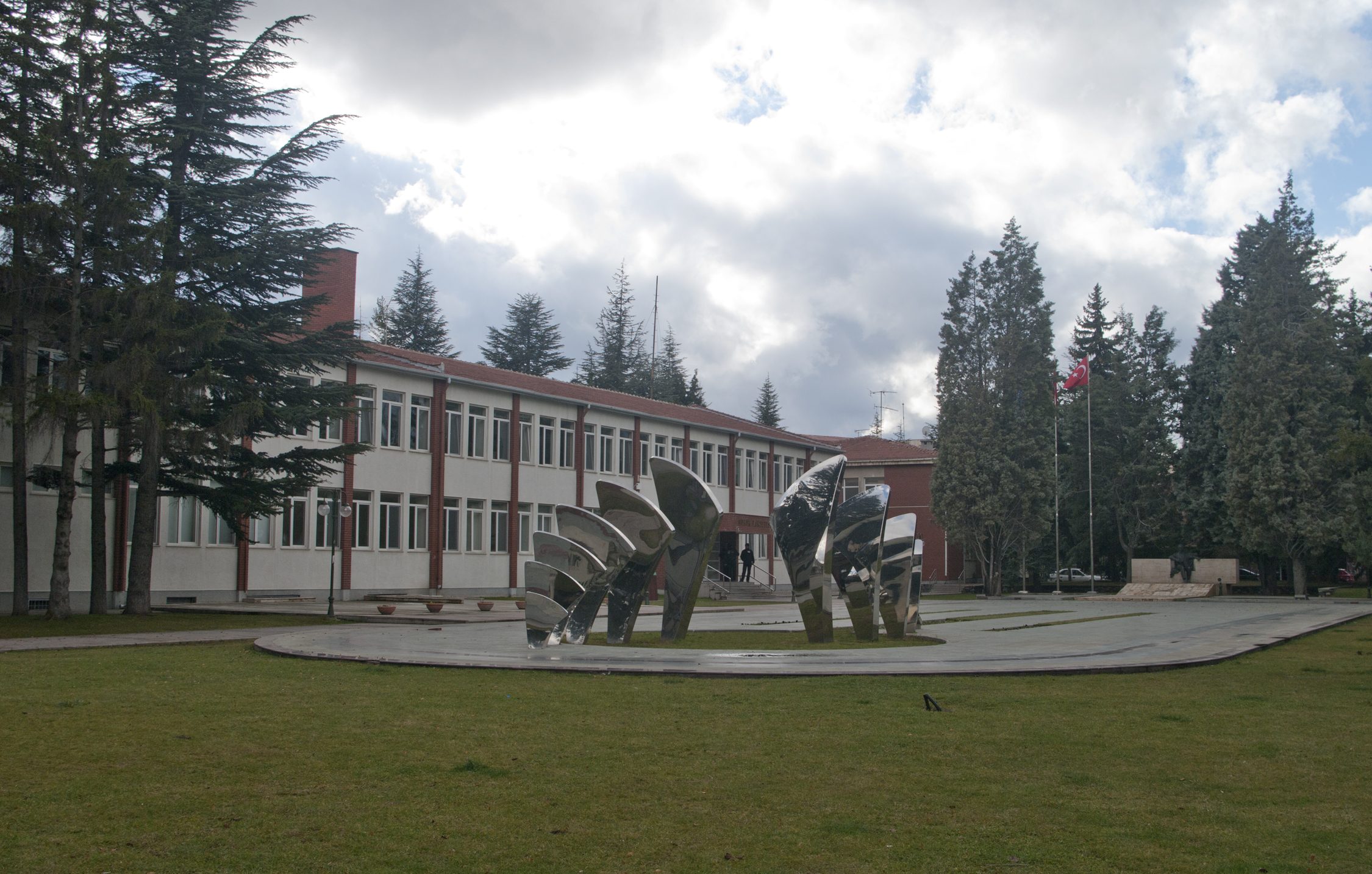
Faculté de droit.

- Faculté des sciences économiques et administratives
- Faculté d'économie
- Faculté des sciences de la communication
- Faculté de gestion
- Faculté de technologie et d'architecture

### Écoles
- École d'éducation physique et sportive
- École de la musique et du drame
- École des arts industriels
- École pour les handicapés
- École d'aviation civile
- École du tourisme et de la gestion d'hôtel
- École des langues étrangères

### Écoles professionnelles
- École professionnelle d'Eskişehir
- École professionnelle de Bozüyük
- École professionnelle de Bilecik
- École professionnelle de Porsuk

## Étudiants
- Beyazıt Öztürk
- Levent Üzümcü, acteur
- Fethi Heper, joueur de football
- Yılmaz Büyükerşen, maire d'Eskişehir, ancien recteur de l'université
- Ali Atıf BIR, chroniqueur
- Nurgül Yeşilçay, actrice
- Ersin Düzen, présentateur sportif
- Gülsüm Kav, médecin, écrivaine et militante féministe.

## Docteurshonoris causa
- Sakıp Sabancı, 1984
- Adalet Ağaoğlu, 1998
- Betül Mardin, 1998
- Turgut Özakman, 1998
- Alpes Erkin Çakmak
- Hashem Abu Bakr, 2015